# 恒宇製衣
恒宇製衣公司，是冀中能源集團旗下公司，是在1993年當時邯鄲礦業集團成立，主要業務加工、生产时装、高中低档西装、工作服、酒店制服、休闲服、校服、运动服、外贸及劳保用品、已开发专用工服及特殊行业工服（镶有反光醒目材料），适用煤矿井下作业等。其主要生產品牌為「波芙瀾」。總經理為賈洪濤。
2007年，邯鄲礦業集團和其他企業組成冀中能源集團，已被河北省政府国资委批准。